# Ophiothrix platyactis
Ophiothrix platyactis is een slangster uit de familie Ophiotrichidae.
De wetenschappelijke naam van de soort werd in 1939 gepubliceerd door Hubert Lyman Clark.